# Marijan Žužej
Marijan Žužej, född 8 februari 1934 i Maribor, död 18 december 2011 i Zagreb, var en jugoslavisk vattenpolospelare. Han tog OS-silver 1956 med Jugoslaviens landslag.
Žužej spelade sju matcher i den olympiska vattenpoloturneringen i Melbourne. Han spelade sju matcher och gjorde sex mål den olympiska vattenpoloturneringen i Rom där Jugoslavien nådde en fjärdeplats. Han spelade för Mladost Zagreb.